# Santa Maria de Martorelles
Santa Maria de Martorelles est une commune de la province de Barcelone, en Catalogne, en Espagne, de la comarque du Vallès Oriental.

## Géographie
La commune est située à une dizaine de kilomètres de Barcelone par la route.
| Martorelles                | Montornès del Vallès       |             |
| Sant Fost de Campsentelles | Santa Maria de Martorelles | Vallromanes |
|                            | Tiana                      | Alella      |

## Histoire
Voir : village ibérique de Turó de Castellruf, site archéologique.